# Lasionycta insolens
Lasionycta insolens là một loài bướm đêm trong họ Noctuidae.